# Angolémi
Angolémi är en ort i Cypern.   Den ligger i distriktet Eparchía Lefkosías, i den centrala delen av landet, 40 km väster om huvudstaden Nicosia. Angolémi ligger 135 meter över havet och antalet invånare är 181. Den ligger på ön Cypern.
Terrängen runt Angolémi är platt åt nordost, men åt sydväst är den kuperad. Terrängen runt Angolémi sluttar norrut.Trakten runt Angolémi är glesbefolkad, med 18 invånare per kvadratkilometer. Närmaste större samhälle är Mórfou, 9,8 km norr om Angolémi. Trakten runt Angolémi är i huvudsak ett öppet busklandskap.
Medelhavsklimat råder i trakten. Årsmedeltemperaturen i trakten är 20 °C. Den varmaste månaden är juli, då medeltemperaturen är 33 °C, och den kallaste är januari, med 9 °C. Genomsnittlig årsnederbörd är 553 millimeter. Den regnigaste månaden är december, med i genomsnitt 107 mm nederbörd, och den torraste är augusti, med 1 mm nederbörd.